# Seznam představitelů Mělníka
Toto je seznam nejvyšších představitelů města Mělník od roku 1631. Název úřadu se postupně vyvíjel. Do roku 1788 nesl označení primátor. V letech 1788–1919 město reprezentovali purkmistři. V období první a druhé republiky a za protektorátu stál v čele města starosta. Následně mezi roky 1945–1990 se jednalo o předsedu městského národního výboru a po obnově demokratického zřízení, došlo k návratu úřadu starosty.
Starosta, který zastupuje město navenek, je obvykle volen na čtyřleté období nadpoloviční většinou členů zastupitelstva po komunálních volbách.
V letech 1788–1850 nemohla mělnická samospráva vykonávat své pravomoci v důsledku tzv. regulovaného magistrátu, když rozhodování přešlo na vládní úřednictvo. Město zastupoval purkmistr na základě jmenovacího dekretu rozhodnutím vlády. Revoluční roky 1848–1849 přinesly nové poměry i v institucionální organizaci moci. Správa města se navrátila do gesce samosprávného zastupitelstva.

## Přehled nejvyšších představitelů
| období                | osoba                              | povolání                                         | strana    | strana    |
| Primátoři             | Primátoři                          | Primátoři                                        | Primátoři | Primátoři |
| --------------------- | ---------------------------------- | ------------------------------------------------ | --------- | --------- |
| 1631                  | Daniel Klaudyan                    |                                                  |           |           |
| 1632–1633             | David Prušek z Prušova             |                                                  |           |           |
| 1634–1635             | Jan Šerer                          |                                                  |           |           |
| 1636–1637             | David Prušek z Prušova             |                                                  |           |           |
| 1638–1640             | Daniel Klaudyan                    |                                                  |           |           |
| 1641–1642             | Jan Šerer                          |                                                  |           |           |
| 1643                  | Daniel Klaudyan                    |                                                  |           |           |
| 1644                  | Jan Šerer                          |                                                  |           |           |
| 1645–1650             | Jakub Hamák (Hamatius) z Mühlbachu |                                                  |           |           |
| 1651–1652             | Jan Šerer                          |                                                  |           |           |
| 1652–1653             | Jiří Švarcauer                     |                                                  |           |           |
| 1654–1690             | Jakub Hamák z Mühlbachu            |                                                  |           |           |
| 1709                  | Ferdinand Jiří Hejda               |                                                  |           |           |
| 1717                  | Daniel V. Poříčský                 |                                                  |           |           |
| 1725–1726             | Daniel Rispler                     |                                                  |           |           |
| 1733                  | Václav Dohnal                      |                                                  |           |           |
| 1739                  | František Antonín Lachner          |                                                  |           |           |
| 1751                  | Jiří Tadeáš Glaser                 |                                                  |           |           |
| 1754–1759             | Jan Jílek                          |                                                  |           |           |
| 1785                  | P. Aust                            |                                                  |           |           |
| 1785–1788             | Tomáš Müller                       |                                                  |           |           |
| 1788                  | Vinc. A. Ehrlink                   |                                                  |           |           |
| Jmenovaní purkmistři  |                                    |                                                  |           |           |
| 1788–1798             | Vincenc Hollauer z Hohenfelsu      |                                                  |           |           |
| 1799–1802             | Václav Langer                      |                                                  |           |           |
| 1803–1813             | Jan Ondřej Procházka               |                                                  |           |           |
| 1813–1826             | Josef Seidl                        |                                                  |           |           |
| 1827–1829             | N. Kohnhäuser                      |                                                  |           |           |
| 1830–1846             | Jan Melchior Fridrich              |                                                  |           |           |
| 1846–1848             | Vojtěch Svoboda                    |                                                  |           |           |
| 1848–1850             | Josef Bauer                        |                                                  |           |           |
| Městští purkmistři    |                                    |                                                  |           |           |
| 1850–1859             | Václav Vávra                       | lékárník                                         |           |           |
| 1859–1861             | Václav Prokop                      | prozatímní purkmistr                             |           |           |
| 1861–1864             | Václav Prokop                      | kupec                                            |           |           |
| 1864–1869             | Josef Valenta                      | poštmistr                                        |           |           |
| 1869–1876             | Jan Velcl                          | učitel                                           |           |           |
| 1876–1897             | Václav Haupt                       | kupec                                            |           |           |
| 1897–1907             | Alois Schrenker                    | obchodník                                        |           |           |
| 1907–1908             | Viktor Vávra                       | lékárník                                         |           | Mladočeši |
| 1908–1918             | JUDr. František Valina             | advokát                                          |           | Mladočeši |
| 1918–1919             | JUDr. František Valina             | advokát                                          |           | ČStD      |
| Starostové            |                                    |                                                  |           |           |
| 1919–1923             | Josef Tykal                        | kovář, poslanec parlamentu                       |           | ČSNS      |
| 1923–1925             | JUDr. František Valina             | advokát, předseda obecní správní komise          |           | ČsND      |
| 1925–1929             | Josef Tykal                        |                                                  |           | ČSNS      |
| 1929–1932             | Ladislav Novák                     |                                                  |           | ČSDSD     |
| 1932–1944             | Josef Tykal                        |                                                  |           | ČSNS      |
| 1944–1945             | Ing. B. Straka                     | 1. náměstek starosty                             |           |           |
| Předsedové MNV (MěNV) |                                    |                                                  |           |           |
| 1945–1946             | Ing. Dr. Jan B. Zelený             | přednosta stavebního úřadu                       |           | ČSNS      |
| 1946–1947             | Alois Popílek                      | košíkář                                          |           | KSČ       |
| 1947–1950             | JUDr. Jan Hrdlička                 | advokát                                          |           | KSČ       |
| 1950–1960             | Karel Dvořák                       | elektrikář                                       |           | KSČ       |
| 1960–1971             | František Remeš                    | kreslič n. p. Loděnice                           |           | KSČ       |
| 1971–1981             | Karel Haupt                        | truhlář                                          |           | KSČ       |
| 1981–1990             | JUDr. Zdeněk Procházka             | úředník                                          |           | KSČ       |
| Starostové            |                                    |                                                  |           |           |
| 1990–1990             | Mgr. Miroslav Neumann              | úředník                                          |           | OF        |
| 1990–1991             | Mgr. Ivan Václavík                 | matematik–programátor                            |           | OF        |
| 1991–1994             | Mgr. Ivan Václavík                 | matematik–programátor                            |           | OH        |
| 1991–1994             | Mgr. Ivan Václavík                 | matematik–programátor                            | nestraník |           |
| 1994–2002             | Mgr. Zuzana Lišková                | ředitelka knihovny                               |           | ODS       |
| 2002–2010             | Mgr. Miroslav Neumann              | přednosta okresního úřadu                        |           | ODS       |
| 2010–2014             | MVDr. Ctirad Mikeš                 | vedoucí odboru životního prostředí a zemědělství |           | ČSSD      |
| 2014–2022             | MVDr. Ctirad Mikeš                 | vedoucí odboru životního prostředí a zemědělství |           | Mé město  |
| 2022–úřadující        | Ing. Tomáš Martinec, Ph.D.         | podnikatel                                       |           | ODS       |